# تپه دین‌تپه کلاگرمحله
تپه دین‌تپه کلاگرمحله مربوط به هزاره ۱- دوران‌های تاریخی پس از اسلام است و در شهرستان قائم شهر، بخش مرکزی، روستای کلاگرمحله واقع شده و این اثر در تاریخ ۱ مهر ۱۳۸۲ با شمارهٔ ثبت ۱۰۲۷۰ به‌عنوان یکی از آثار ملی ایران به ثبت رسیده است.